# Sizavet
Sizavet (in armeno Սիզավետ?) è un comune di 318 abitanti (2001) della provincia di Shirak in Armenia.